# Jean-Paul Émorine
Jean-Paul Émorine, né le 20 mars 1944 à Sennecey-le-Grand (Saône-et-Loire), est un homme politique français, membre de l'UMP puis de LR jusqu'en 2018.

## Biographie
Agriculteur de profession, il est élu sénateur de Saône-et-Loire le 24 septembre 1995 et réélu le 26 septembre 2004 et le 28 septembre 2014. Il est président de la commission des affaires économiques, du développement durable et de l'aménagement du territoire de 2004 à 2011.
Il soutient Bruno Le Maire pour la primaire présidentielle des Républicains de 2016. En septembre 2016, dans le cadre de sa campagne, il est nommé conseiller pour les relations avec les sénateurs, en tandem avec Gérard Cornu.
Le 13 juillet 2017, il est nommé secrétaire du Sénat,.
Il quitte LR début 2018, pour protester contre la ligne de Laurent Wauquiez.
Il est fait Chevalier de la Légion d'honneur le 1 novembre 2024, médaille remis par Dominique Perben.

## Anciens mandats
Assemblée nationale
- Député de la cinquième circonscription de Saône-et-Loire de 1993 à 1995

Conseil général de Saône-et-Loire
- Conseiller général du canton de Sennecey-le-Grand de 1985 à 2011
- Vice-président de 1992 à 1994

Communauté de communes entre Saône et Grosne
- Président de 2001 à 2008

Commune de Sennecey-le-Grand
- Maire de 1989 à 2008

## Distinctions
- Chevalier de la Légion d'honneur (2024)